# Васиковска, Миа
Ми́а Васико́вска (англ. Mia Wasikowska, [vɑːʃiˈkɒfskə]: произносится как Вашико́вска; род. 25 октября 1989, Канберра) — австралийская актриса. Получила международную известность после исполнения роли Алисы Кингсли в фильме Тима Бёртона «Алиса в Стране чудес» (2010).
За исполнение роли Агаты Вайс в фильме «Звёздная карта» (2014) была номинирована на высшую канадскую кинопремию «Canadian Screen Awards», в номинации «Лучшая женская роль второго плана» в 2015 году. Также актриса номинировалась на премии «Независимый дух» (2010), «Готэм» (2010, 2014), «Империя» (2011, 2014) и «Премию Гильдии киноактёров США» (2011).
Также выступала в роли режиссёра и автора сценария короткометражных фильмов, вошедших в альманахи «10 мгновений судьбы» (2013) и «Безумно» (2016).

## Биография
Миа Васиковска родилась 25 октября 1989 года в столице Австралии — Канберре, там же и выросла вместе со старшей сестрой и младшим братом. Её мать — Мажена Васиковска, фотограф по профессии, имеет польские корни, отец — Джон Рид, тоже фотограф и преподаватель. С 8 лет занималась в балетной студии и мечтала выступать на большой сцене.

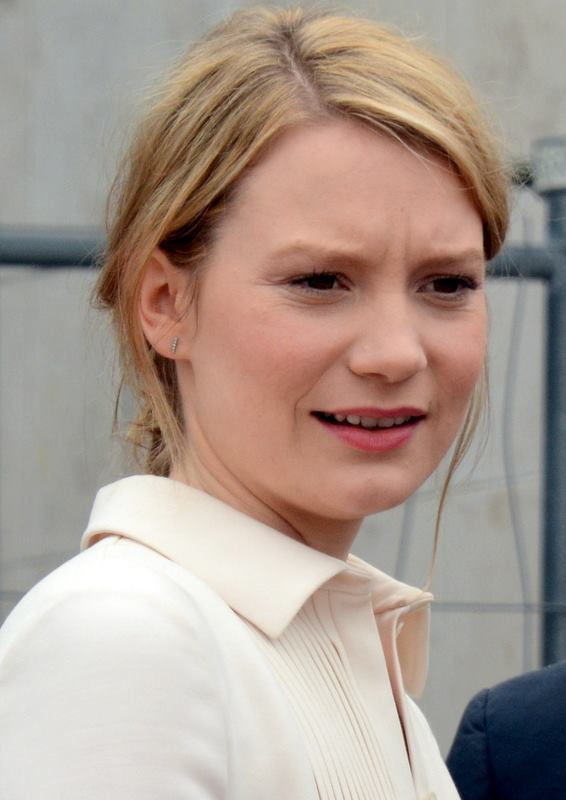
Миа Васиковска на Каннском кинофестивале в 2014 году

В пятнадцать лет Васиковска получила первое приглашение на участие в съёмках. Тогда она сыграла роль в австралийской криминальной драме «Беспредел на окраине». В 2007 году ей предложили роль в австралийских драмах «Козет» и «Кожа».
Спустя некоторое время Васиковска появилась на широком экране в триллере «Крокодил» (2007), драме «Сентябрь» (2007), военном триллере «Вызов», в сериале «Лечение» (2008—2009) и в короткометражном фильме «Я люблю Сару Джейн» (2008). Позже она сыграла Элинор Смит в американской драме «Амелия» (2009).
В 2010 году состоялась премьера фэнтези-фильма «Алиса в Стране чудес» режиссёра Тима Бёртона, в котором роль Алисы досталась Васиковске и принесла ей большую популярность. В 2013 вышел фильм Джона Кёррана «Тропы», в котором Миа сыграла известную путешественницу Робин Дэвидсон.
В 2015 году исполнила роль Эдит Кушинг в фильме Гильермо дель Торо «Багровый пик», а через год продолжила роль Алисы в фильме «Алиса в Зазеркалье».
В 2018 году снялась в комедийном вестерне Дэвида и Натана Зеллнеров «Девица», воссоединившись со своим коллегой по фильму «Звёздная карта» Робертом Паттинсоном, и в триллере Николя Пеше «Пирсинг», основанном на одноимённом романе Рю Мураками 1994 года.
Личная жизнь
Васиковска живёт в Бронте, Новый Южный Уэльс. В свободное время увлекается фотографией, часто ведет хронику своих путешествий и делает снимки на съёмочных площадках. Во время съёмок фильма «Джейн Эйр» в один из её костюмов был вшит потайной карман, чтобы спрятать цифровую камеру, которую она использовала между дублями. Один из её снимков со съемочной площадки, на котором изображены Фукунага и Джейми Белл, был отобран в финал Национальной премии «Фотографический портрет», организованной Национальной портретной галереей Австралии 24 февраля 2011 года.
С 2013 по 2015 год встречалась с актёром Джесси Айзенбергом, партнёром по фильму «Двойник».

## Фильмография

### Актёрские работы
| Год       |     | Русское название                | Оригинальное название           | Роль             |
| --------- | --- | ------------------------------- | ------------------------------- | ---------------- |
| 2004—2005 | с   | Все святые                      | All Saints                      | Лили Уотсон      |
| 2006      | ф   | Беспредел на окраине            | Suburban Mayhem                 | Лилия            |
| 2006      | кор | Ева                             | Eve                             | Ева              |
| 2007      | ф   | Сентябрь                        | September                       | Амелия Гамильтон |
| 2007      | кор | Любовный роман, через призму    | Lens Love Story                 | девушка          |
| 2007      | кор | Татуировка                      | Cosette                         | Козетт           |
| 2007      | ф   | Крокодил                        | Rogue                           | Шери             |
| 2007      | кор | Кожа                            | Skin                            | Эмма             |
| 2008      | с   | Пациенты                        | In Treatment                    | Софи             |
| 2008      | кор | Я люблю Сару Джейн              | I Love Sarah Jane               | Сара Джейн       |
| 2008      | кор | Летние разрывы                  | Summer Breaks                   | Кара             |
| 2008      | ф   | Вызов                           | Defiance                        | Чая Дзиенциелски |
| 2009      | ф   | Это вечернее солнце             | That Evening Sun                | Памела Чоат      |
| 2009      | ф   | Амелия                          | Amelia                          | Элинор Смит      |
| 2010      | ф   | Детки в порядке                 | The Kids Are All Right          | Джони            |
| 2010      | ф   | Алиса в Стране чудес            | Alice in Wonderland             | Алиса Кингсли    |
| 2010      | ки  | Alice in Wonderland             | Alice in Wonderland             | Алиса Кингсли    |
| 2011      | ф   | Джейн Эйр                       | Jane Eyre                       | Джейн Эйр        |
| 2011      | ф   | Таинственный Альберт Ноббс      | Albert Nobbs                    | Хелен            |
| 2011      | ф   | Не сдавайся                     | Restless                        | Аннабель Коттон  |
| 2011      | кор | Печать зла                      | Touch of Evil                   | разрушительница  |
| 2012      | ф   | Самый пьяный округ в мире       | Lawless                         | Берта Минникс    |
| 2013      | ф   | Порочные игры                   | Stoker                          | Индия Стокер     |
| 2013      | ф   | Выживут только любовники        | Only Lovers Left Alive          | Эйва             |
| 2013      | ф   | Двойник                         | The Double                      | Ханна            |
| 2013      | ф   | Тропы                           | Tracks                          | Робин Дэвидсон   |
| 2014      | ф   | Звёздная карта                  | Maps to the Stars               | Агата Вайс       |
| 2014      | ф   | Госпожа Бовари                  | Madame Bovary                   | Эмма Бовари      |
| 2015      | ф   | Багровый пик                    | Crimson Peak                    | Эдит Кушинг      |
| 2015      | ки  | Disney Infinity 3.0             | Disney Infinity 3.0             | Алиса Кингсли    |
| 2016      | ф   | Алиса в Зазеркалье              | Alice Through the Looking Glass | Алиса Кингсли    |
| 2017      | ф   | Мозг Гиммлера зовётся Гейдрихом | HHhH                            | Анна Новак       |
| 2017      | ф   | Девица                          | Damsel                          | Пенелопа         |
| 2018      | ф   | Пирсинг                         | Piercing                        | Джеки            |
| 2019      | ф   | Джуди и Панч                    | Judy and Punch                  | Джуди            |
| 2019      | ф   | Чёрный дрозд                    | Blackbird                       | Анна             |
| 2020      | ф   | Дьявол всегда здесь             | The Devil All the Time          | Хелен Хаттон     |
| 2021      | ф   | Остров Бергмана                 | Bergman Island                  | Эми              |
| 2022      | ф   | Друг в океане                   | Blueback                        | Эбби             |
| 2023      | ф   | Клуб Зеро                       | Club Zero                       | Мисс Новак       |

### Режиссёрские работы
- 2013 — «10 мгновений судьбы[англ.]»
- 2016 — «Безумно»[24]

## Награды и номинации

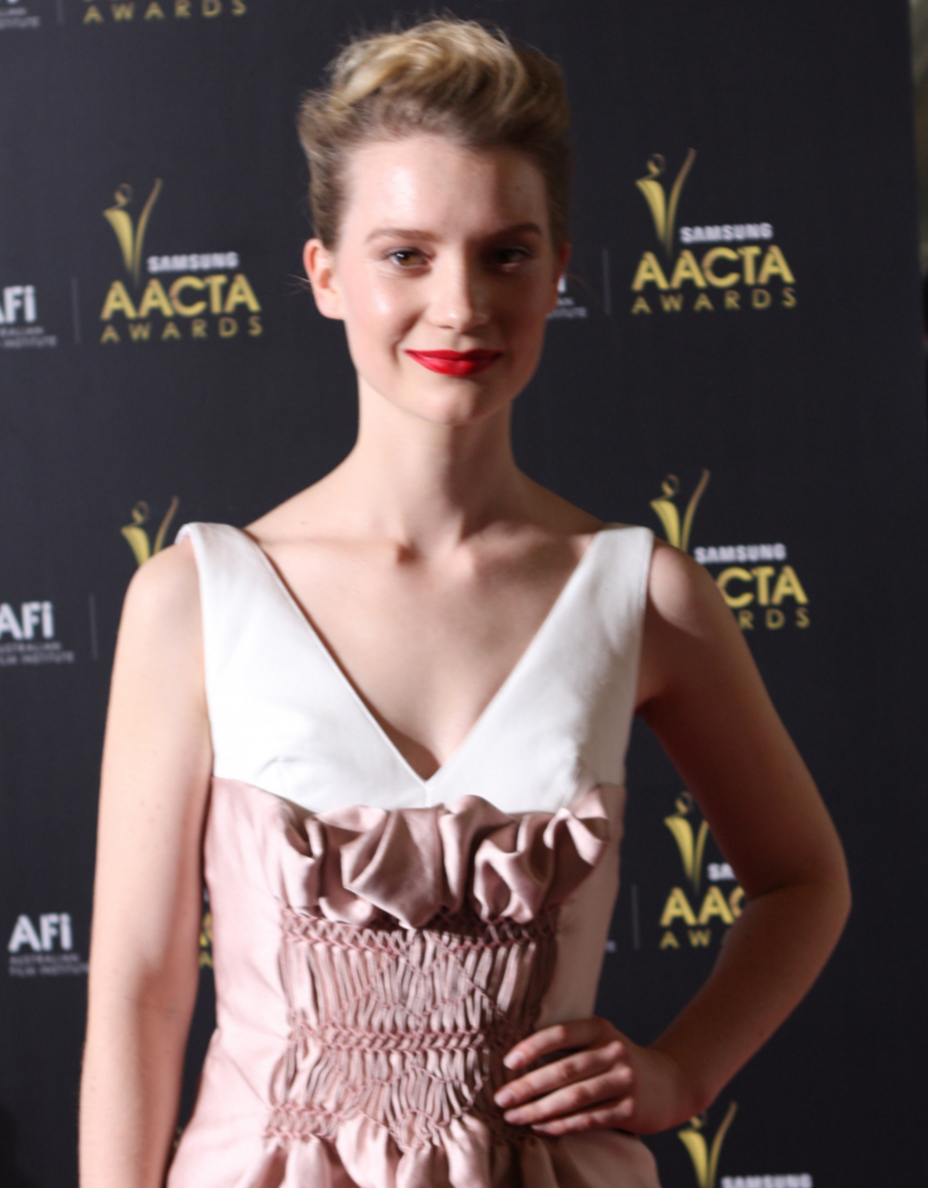
Миа Васиковска на церемонии вручения премии AACTA Awards в 2012 году

Список приведён в соответствии с данными сайта IMDb.
| Год  | Награда                                            | Категория                              | Работа                     | Результат |
| ---- | -------------------------------------------------- | -------------------------------------- | -------------------------- | --------- |
| 2006 | Australian Film Institute                          | Лучшая молодая актриса                 | Беспредел на окраине       | Номинация |
| 2009 | Australian Film Institute                          | Лучшая женская роль                    | Пациенты                   | Номинация |
| 2009 | SXSW Film Festival                                 | Приз жюри за лучший актёрский ансамбль | Это вечернее солнце        | Победа    |
| 2010 | Независимый дух                                    | Лучшая женская роль второго плана      | Это вечернее солнце        | Номинация |
| 2010 | Australian Film Institute                          | Лучшая женская роль                    | Алиса в Стране чудес       | Победа    |
| 2010 | Teen Choice Awards                                 | Лучшая драка                           | Алиса в Стране чудес       | Победа    |
| 2010 | Teen Choice Awards                                 | Лучшая актриса (фэнтези)               | Алиса в Стране чудес       | Номинация |
| 2010 | Teen Choice Awards                                 | Лучший женский прорыв                  | Алиса в Стране чудес       | Номинация |
| 2010 | Hollywood Film Festival                            | Актриса года                           | Детки в порядке            | Победа    |
| 2010 | Boston Society of Film Critics Awards              | Лучший актёрский ансамбль              | Детки в порядке            | Номинация |
| 2010 | Gotham Awards                                      | Лучший актёрский ансамбль              | Детки в порядке            | Номинация |
| 2010 | Washington DC Area Film Critics Association Awards | Лучший актёрский ансамбль              | Детки в порядке            | Номинация |
| 2010 | Detroit Film Critics Society Awards                | Лучший актёрский прорыв                | Детки в порядке            | Номинация |
| 2010 | Phoenix Film Critics Society Awards                | Лучший актёрский ансамбль              | Детки в порядке            | Номинация |
| 2011 | Broadcast Film Critics Association Awards          | Лучший актёрский ансамбль              | Детки в порядке            | Номинация |
| 2011 | Премия Гильдии киноактёров США                     | Лучший актёрский состав в игровом кино | Детки в порядке            | Номинация |
| 2011 | Империя                                            | Лучшая актриса                         | Алиса в Стране чудес       | Номинация |
| 2011 | British Independent Film Awards                    | Лучшая актриса                         | Джейн Эйр                  | Номинация |
| 2011 | Alliance of Women Film Journalists                 | н/д                                    | Таинственный Альберт Ноббс | Победа    |
| 2012 | Australian Film Institute                          | Лучшая женская роль                    | Джейн Эйр                  | Номинация |
| 2013 | British Independent Film Awards                    | Лучшая актриса                         | Двойник                    | Номинация |
| 2013 | AACTA Awards                                       | Лучшая режиссура                       | 10 мгновений судьбы        | Номинация |
| 2014 | Fangoria Chainsaw Awards                           | Лучшая актриса                         | Порочные игры              | Номинация |
| 2014 | Империя                                            | Лучшая актриса                         | Порочные игры              | Номинация |
| 2014 | Сатурн                                             | Лучшая киноактриса                     | Порочные игры              | Номинация |
| 2014 | Gotham Awards                                      | Лучшая актриса                         | Тропы                      | Номинация |
| 2014 | San Diego Film Critics Society                     | Лучшая актриса                         | Тропы                      | Номинация |
| 2015 | AACTA Awards                                       | Лучшая женская роль                    | Тропы                      | Номинация |
| 2015 | Canadian Screen Awards                             | Лучшая женская роль второго плана      | Звёздная карта             | Номинация |
| 2016 | Fangoria Chainsaw Awards                           | Лучшая актриса                         | Багровый пик               | Номинация |
| 2016 | Сатурн                                             | Лучшая киноактриса                     | Багровый пик               | Номинация |